# Hans Schmitt (Bildhauer)
Hans Schmitt (* 1912 in Frankfurt am Main; † 1996 in Inning am Ammersee) war ein deutscher Bildhauer.

## Leben
Der Autodidakt arbeitete zunächst unter anderem als Kuhhirte, Bäcker, Waldarbeiter und Gemeindediener. Kurz vor Kriegsende verlor er seinen rechten Arm. 
1969 schuf Schmitt erste Plastiken. Seine Werkstoffe waren aus Bauschutt zusammengetragenes Trümmerholz, Bretter und andere Materialien, aus denen er skurrile Menschen- und Tierplastiken schuf.
Ab 1981 lebte Schmitt im oberbayerischen Inning am Ammersee.
Die unverbildeten, naiven Arbeiten des Bildhauers werden der Sculpture Brute  zugeordnet. Viele seiner Werke gehören zur Sammlung Buchheim und sind im Museum der Phantasie in Bernried am Starnberger See zu sehen.

## Werk
Stehende Kuh Höhe 30 cm, schreitender Bauer Höhe 20 cm (Unterseite Hans Schmitt) Holz, Karton, gesägt, genagelt, farbig bemalt.

## Ausstellungen
- 1979: Kulturforum der Stadt Bonn
- 1985: Kunstverein Ingolstadt
- 2001: Biennale von Venedig
- Stadtmuseum und im Kulturzentrum Gasteig, München
- Le Lavandou/Frankreich